# برتانی (ناحیه اداری)
برتانی (به فرانسوی: Bretagne ; [bʁətaɲ] ()) یکی از ناحیه‌های ۱۸ گانه فرانسه است.

## جغرافیا
از لحاظ جغرافیایی برتاین دماغه بزرگی در شمال غرب فرانسه‌است که بین کانال مانش در شمال و خلیج بیسکای در غرب قرار دارد.
مرکز آن رن است.
این ناحیه با ناحیه‌های بس نورماندی و پی دو لا لوآر هم‌مرز است.

## خصوصیات
برتاین ۳٬۱۳۹٬۰۰۰ نفر جمعیت دارد.